# Anemone baldensis
Anemone baldensis är en ranunkelväxtart. Anemone baldensis ingår i släktet sippor, och familjen ranunkelväxter.

## Underarter
Arten delas in i följande underarter:
- A. b. baldensis
- A. b. pavoniana

## Bildgalleri

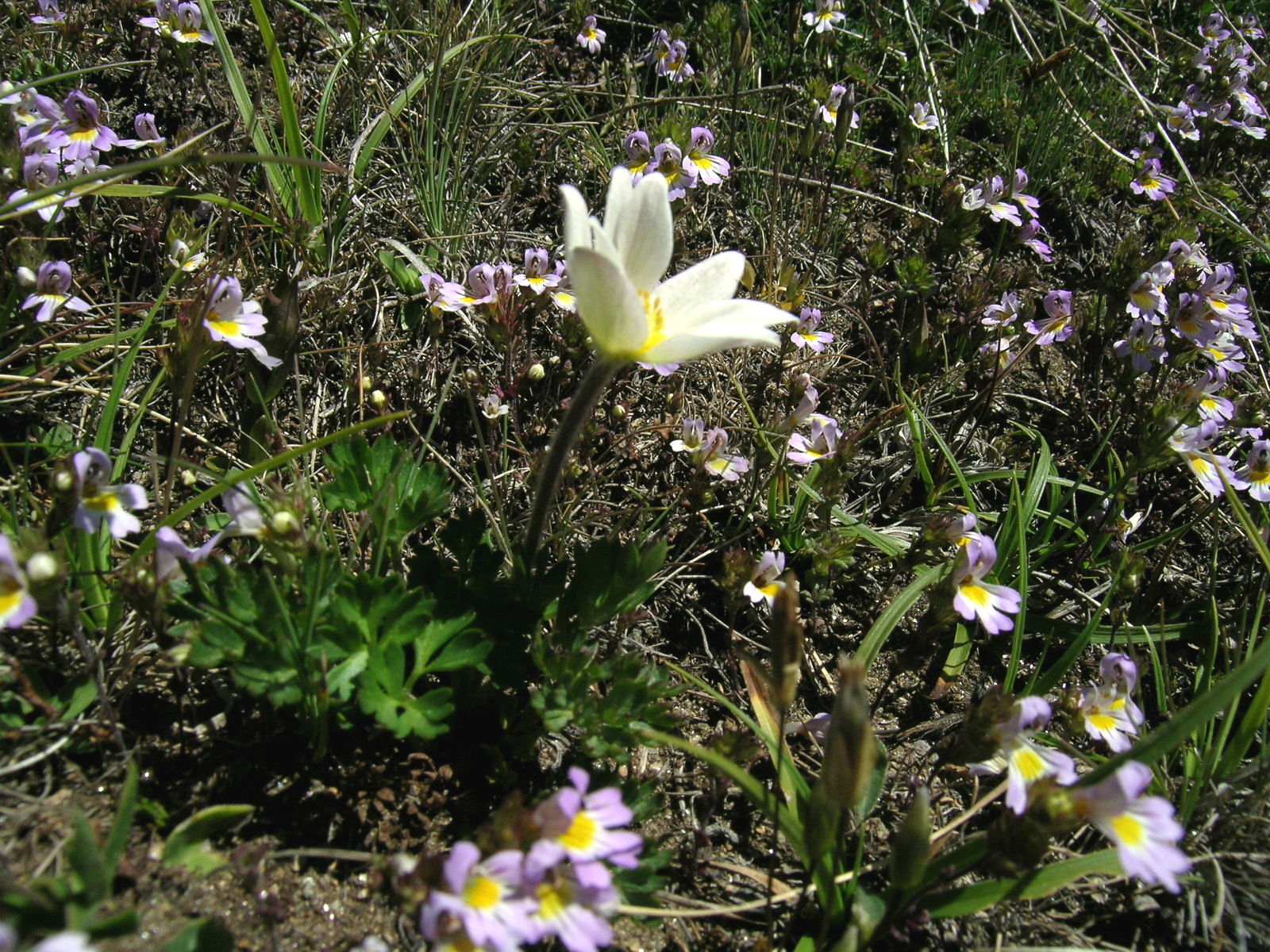
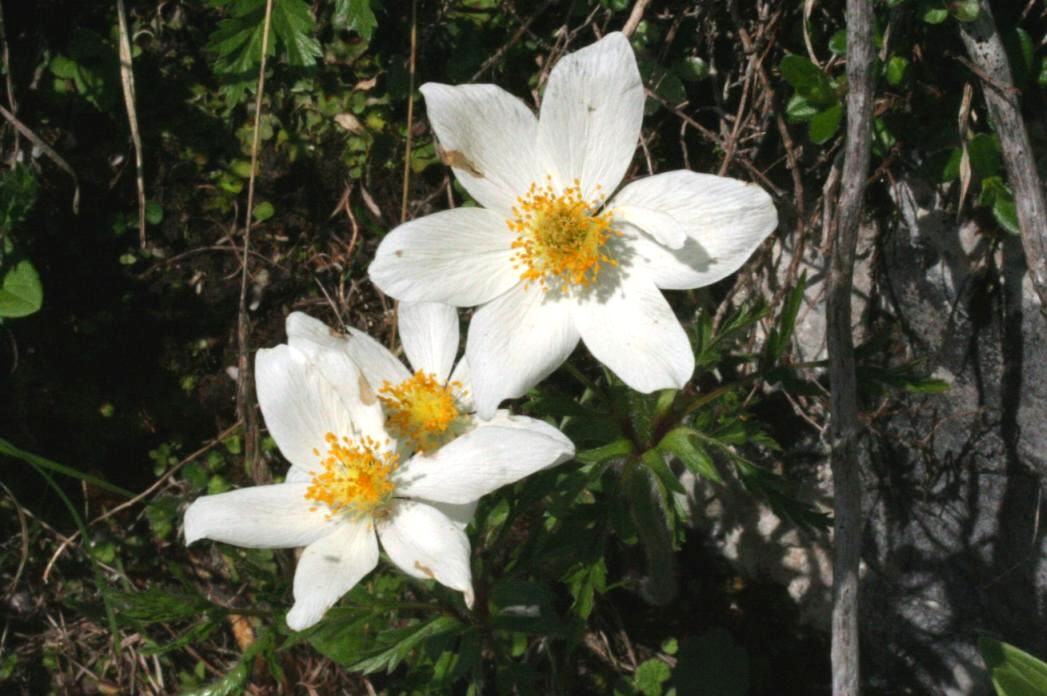
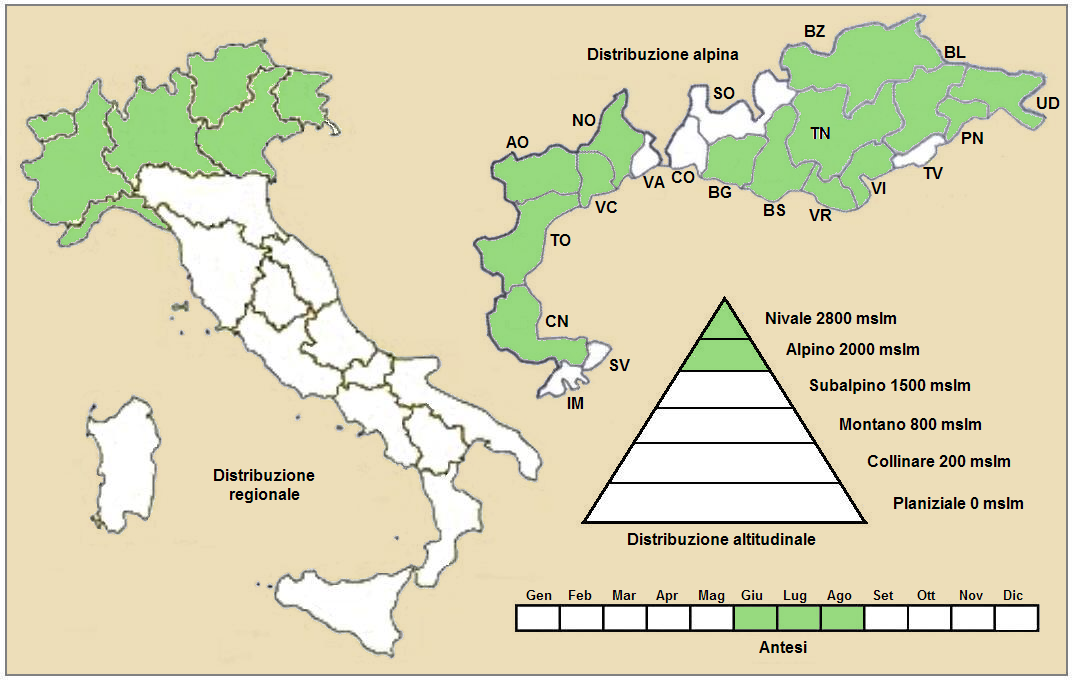
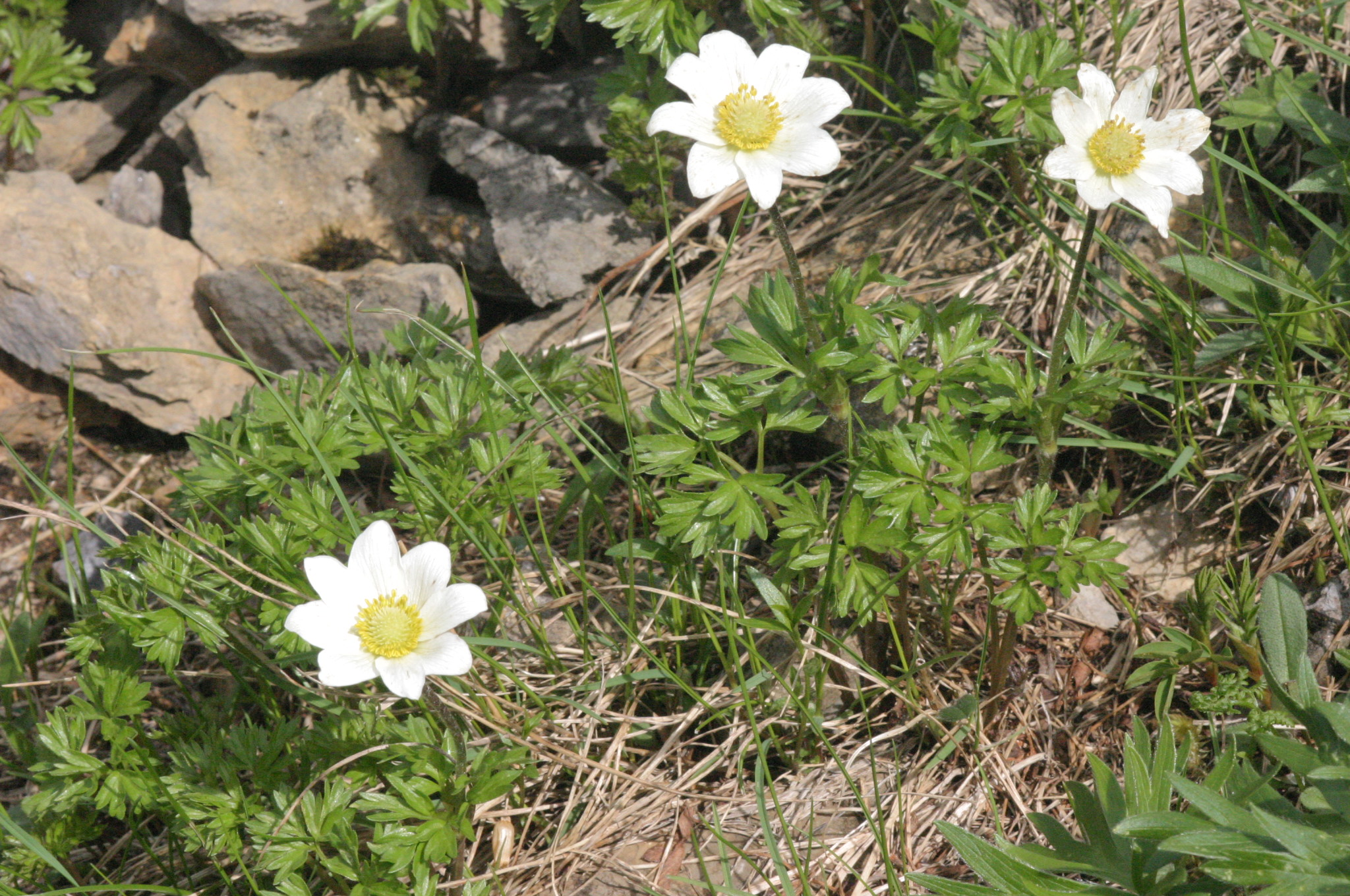
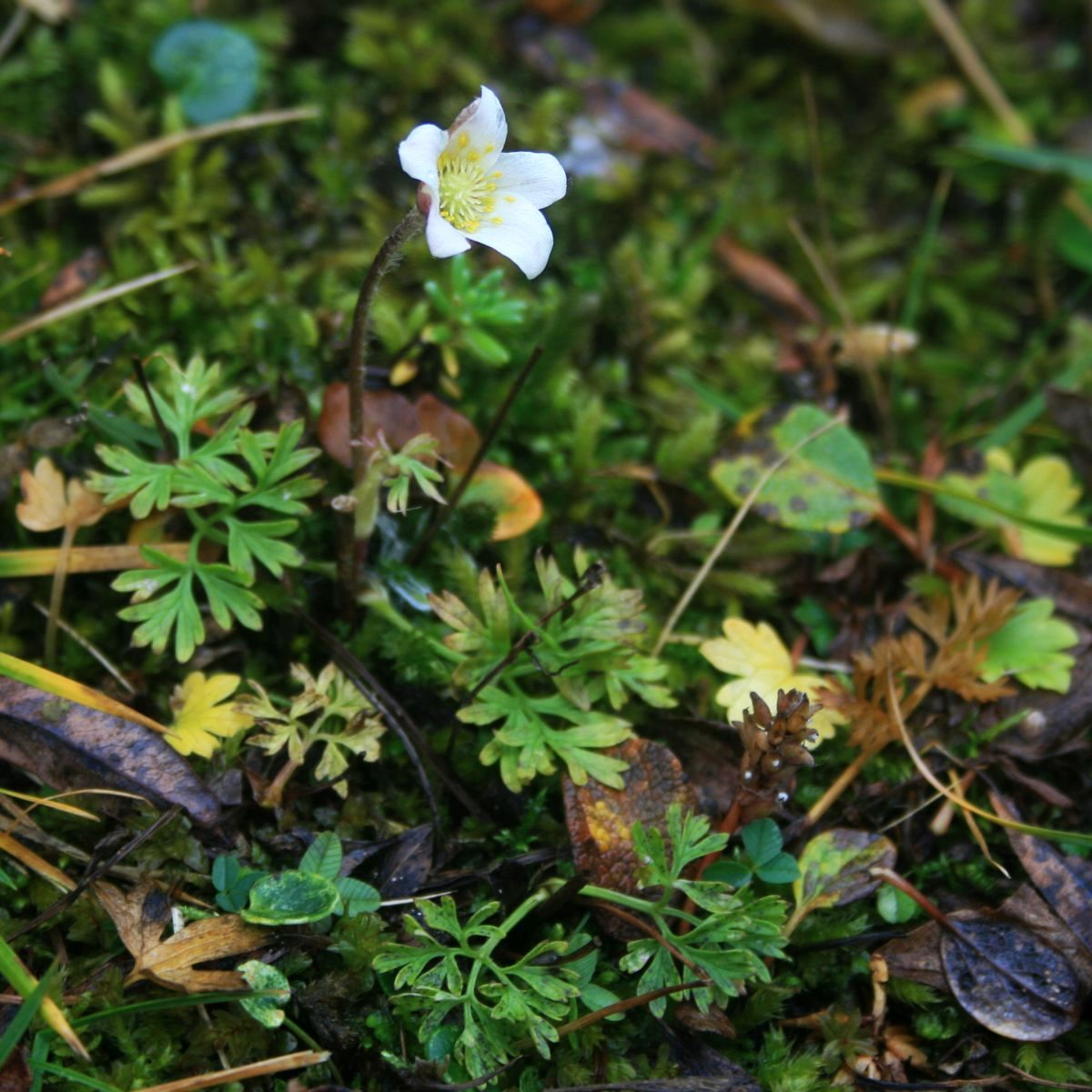
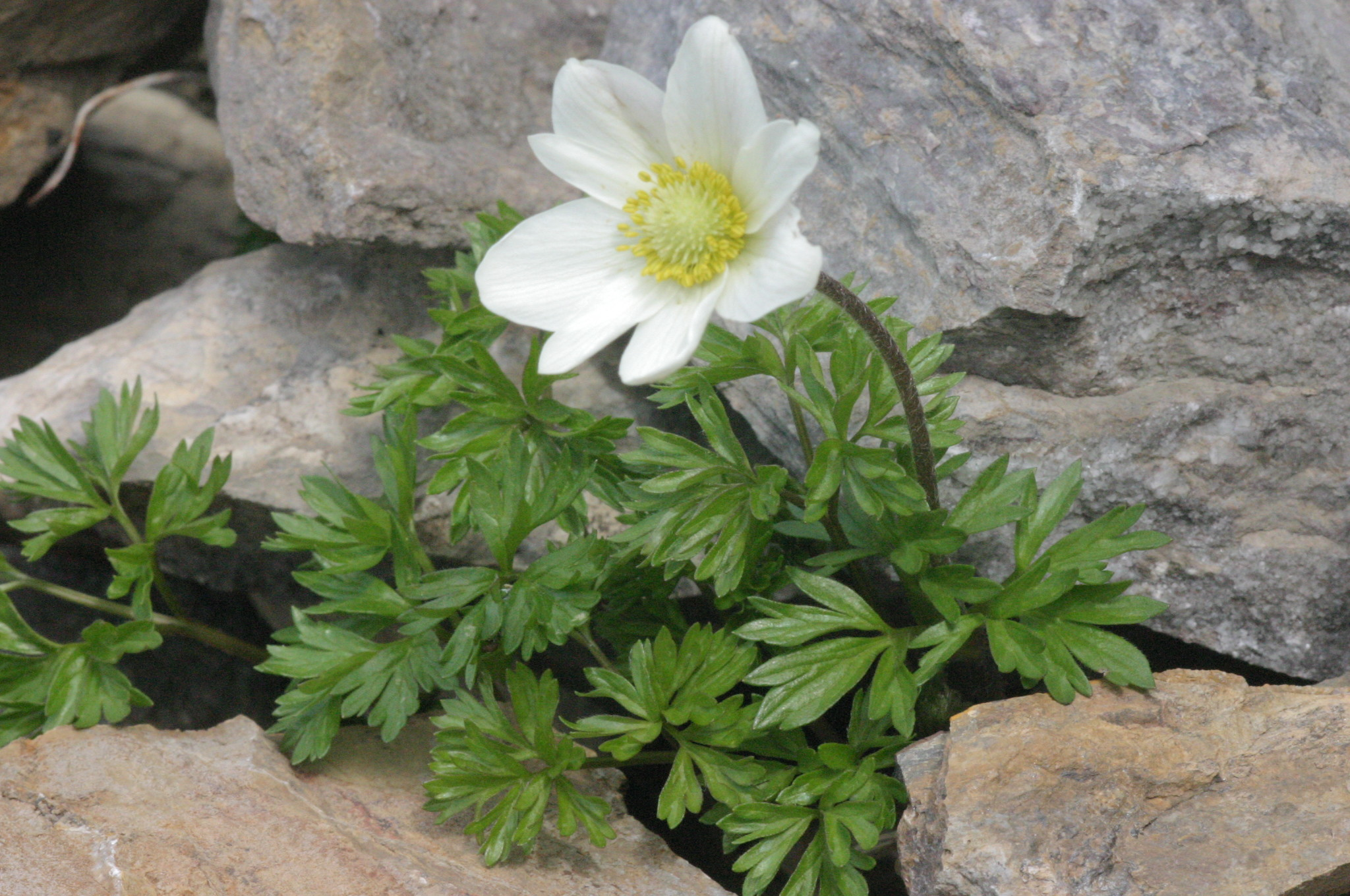